# Olympische Sommerspiele 2004/Radsport – Mountainbike (Männer)
Das Mountainbike-Rennen der Männer bei den Olympischen Spielen 2004 in Athen fand am 28. August 2004 um 11:00 Uhr statt.
Nach einer Startrunde mussten 7 Runden auf dem Parnitha Olympic Mountain Bike Venue absolviert werden. Das Rennen war insgesamt 43,3 km lang.

## Ergebnisse
| Rang             | Athlet                 | Nation              | Zeit      |
| ---------------- | ---------------------- | ------------------- | --------- |
| 1                | Julien Absalon         | Frankreich          | 2:15:02 h |
| 2                | José Antonio Hermida   | Spanien             | 2:16:02 h |
| 3                | Bart Brentjens         | Niederlande         | 2:17:05 h |
| 4                | Roel Paulissen         | Belgien             | 2:18:10 h |
| 5                | Liam Killeen           | Großbritannien      | 2:18:32 h |
| 6                | Ralph Näf              | Schweiz             | 2:19:15 h |
| 7                | Thomas Frischknecht    | Schweiz             | 2:19:39 h |
| 8                | Manuel Fumic           | Deutschland         | 2:20:29 h |
| 9                | Seamus McGrath         | Kanada              | 2:20:33 h |
| 10               | Marco Bui              | Italien             | 2:20:45 h |
| 11               | Jean-Christophe Péraud | Frankreich          | 2:20:59 h |
| 12               | Fredrik Kessiakoff     | Schweden            | 2:21:23 h |
| 13               | Bas Peters             | Niederlande         | 2:21:44 h |
| 14               | Marek Galiński         | Polen               | 2:22:14 h |
| 15               | Christoph Soukup       | Österreich          | 2:22:50 h |
| 16               | Iván Álvarez           | Spanien             | 2:23:08 h |
| 17               | Oli Beckingsale        | Großbritannien      | 2:23:15 h |
| 18               | Peter Riis Andersen    | Dänemark            | 2:24:03 h |
| 19               | Todd Wells             | Vereinigte Staaten  | 2:24:37 h |
| 20               | Carsten Bresser        | Deutschland         | 2:25:09 h |
| 21               | Jeremy Horgan-Kobelski | Vereinigte Staaten  | 2:25:28 h |
| 22               | Radim Kořínek          | Tschechien          | 2:25:28 h |
| 23               | Sid Taberlay           | Australien          | 2:26:16 h |
| 24               | Marcin Karczyński      | Polen               | 2:26:41 h |
| 25               | Thijs Al               | Niederlande         | 2:27:13 h |
| 26               | José Adrián Bonilla    | Costa Rica          | 2:27:13 h |
| 27               | Juri Trofimow          | Russland            | 2:27:46 h |
| 28               | Kashi Leuchs           | Neuseeland          | 2:28:20 h |
| 29               | Mannie Heymans         | Namibia             | 2:28:28 h |
| 30               | Robin Seymour          | Irland              | 2:28:32 h |
| 31               | Joshua Fleming         | Australien          | 2:29:54 h |
| 32               | Michael Weiss          | Österreich          | 2:30:14 h |
| 33               | Edvandro Cruz          | Brasilien           | 2:30:35 h |
| 34               | Lubos Kondis           | Slowakei            | 2:31:15 h |
| 35               | Yader Zoli             | Italien             | 2:31:39 h |
| 36               | Serhij Rysenko         | Ukraine             | 2:33:10 h |
| 37               | Ovidiu Tudor Oprea     | Rumänien            | LAP       |
| 38               | Kenji Takeya           | Japan               | LAP       |
| 39               | Christian Poulsen      | Dänemark            | LAP       |
| 40               | Cristóbal Silva        | Chile               | LAP       |
| 41               | Sigvard Kukk           | Estland             | LAP       |
| 42               | Zhu Yongbiao           | Volksrepublik China | LAP       |
| 43               | Zsolt Vinczeffy        | Ungarn              | LAP       |
| 44               | Carlos Franco Gennero  | Argentinien         | LAP       |
| 45               | Emmanouil Kotoulas     | Griechenland        | LAP       |
|                  | Miguel Martinez        | Frankreich          | DNF       |
| Jaroslav Kulhavý | Tschechien             | DNF                 |           |
| Lado Fumić       | Deutschland            | DNF                 |           |
| Christoph Sauser | Schweiz                | DNF                 |           |
| Ryder Hesjedal   | Kanada                 | DNF                 |           |